# Lista arhiepiscopilor romano-catolici de Berlin
Lista episcopilor, respectiv arhiepiscopilor romano-catolici de Berlin:
- Christian Schreiber (13 august 1930 - 1 septembrie 1933)
- Nikolaus Bares (27 octombrie 1933 - 1 martie 1935)
- Konrad von Preysing (5 iulie 1935 - 21 decembrie 1950)
- Wilhelm Weskamm (4 iunie 1951 - 21 august 1956)
- Julius Döpfner (15 ianuarie 1957 - 3 iulie 1961)
- Alfred Bengsch (16 august 1961 - 13 decembrie 1979)
- Joachim Meisner (22 aprilie 1980 - 20 decembrie 1988)
- Georg Maximilian Sterzinsky (din 28 mai 1989 - 2011)
- Rainer Woelki (2011-2014)
- Heiner Koch (din 2015)